# فرانك توليدو
فرانك توليدو (بالإنجليزية: Frank Toledo)‏ مواليد 12 أبريل 1970 في نيوجيرسي، هو ملاكم محترف أمريكي يصنف ضمن فئة وزن الريشة. حقق بطولة الاتحاد الدولي للملاكمة.

## إحصائيات
خاض خلال مسيرته 51 نزالا، فاز في 43 وتعادل في 1 وخسر في 7. فاز بالضربة القاضية في 18 نزالا.

## روابط خارجية
- فرانك توليدو على موقع بوكس ريك (الإنجليزية) (registration required)